# Beit Al Qur'an
Beit Al Qur'an (en arabe : بيت القرآن, la Maison du Coran) est un musée islamique situé à Hoora, un quartier de Manama, capitale de Bahreïn.
Le musée a été construit pour accueillir une collection complète de manuscrits historiques rares et précieux du Coran, provenant de diverses régions du monde islamique, de la Chine à l'Espagne, avec une grande variété de traditions calligraphiques, du premier siècle de l'ère islamique à aujourd'hui.
Ce centre est un concept unique dans le golfe persique comprenant, outre le musée composé de dix salles d'exposition, une mosquée, une bibliothèque, un auditorium, ainsi qu'une école.

## Histoire
La construction du centre a commencé en 1984. Le musée a été inauguré officiellement en mars 1990 par Abdul Latif Jassim Kanoo, principal donateur. Il a été construit pour accueillir une collection complète et précieuse du Coran et d'autres manuscrits rares de ce donateur, représentant une progression des traditions calligraphiques du premier siècle Hijri (622-722 AD ) à nos jours, en passant par l'âge d'or islamique,.
La création de l'institut a été financée par des dons publics, avec quelques apports supplémentaires de personnes de tous horizons de Bahreïn, allant des chefs d'État aux écoliers. Les installations de Beit Al Qur'an sont gratuites pour le grand public.

## Collection du musée
Le musée d'Al Hayat est l'établissement le plus reconnu au sein de ce centre. Il se compose de dix salles réparties sur deux étages, présentant des manuscrits coraniques rares de différentes périodes, à partir du premier siècle Hijra (700 apr. J.-C.). Des manuscrits sur les parchemins originaires d'Arabie Saoudite (La Mecque et Médina), Damas et Bagdad, sont présents dans cette collection. Les manuscrits font l'objet de procédures spéciales pour leur préservation. La collection comprend également un manuscrit rare du Coran, datant de 1694 après J.C. et imprimé en Allemagne. Le musée abrite également la plus ancienne copie traduite du Coran par le monde, traduite en latin, en Suisse, et date de 955 après J.C.. La première copie du Coran, écrite sous le règne du calife Uthman ibn Affan, est exposée dans le musée à côté d'un certain nombre de petites copies du Coran, qui ne peuvent être lues qu'à l'aide d'instruments optiques.
On trouve également parmi les pièces exposées des récipients en or, en cuivre et en verre provenant d'époques différentes et venant d'Irak, de Turquie, d'Iran et d'Égypte. Des œuvres d'érudits islamiques, comme Ibn Taymiyyah, sont également préservées dans le musée.

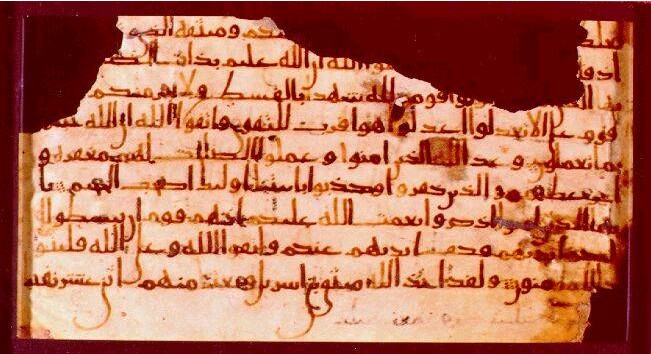
Manuscrit coranique sur parchemin, calligraphie kufi
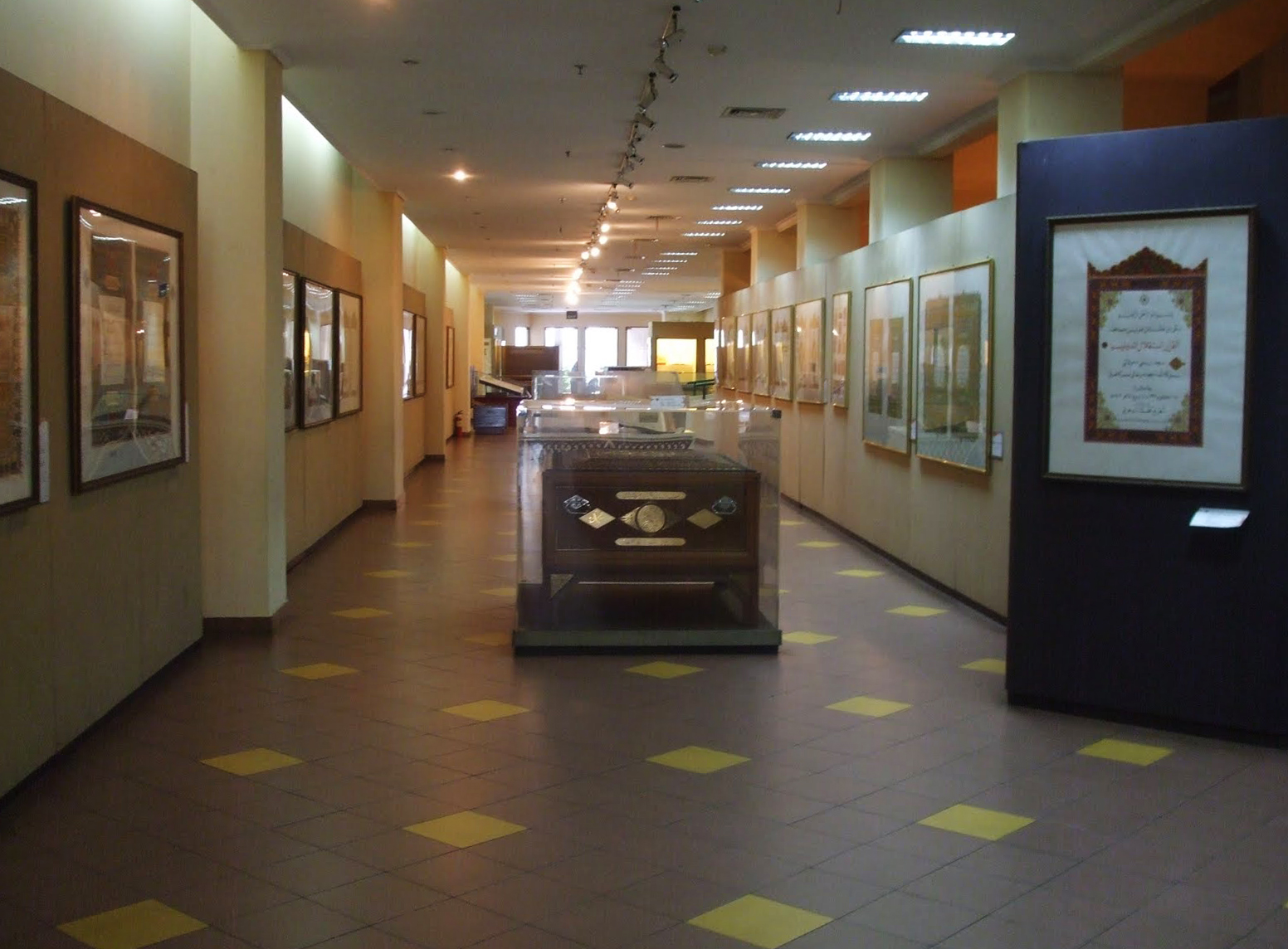
Vue de l'intérieur
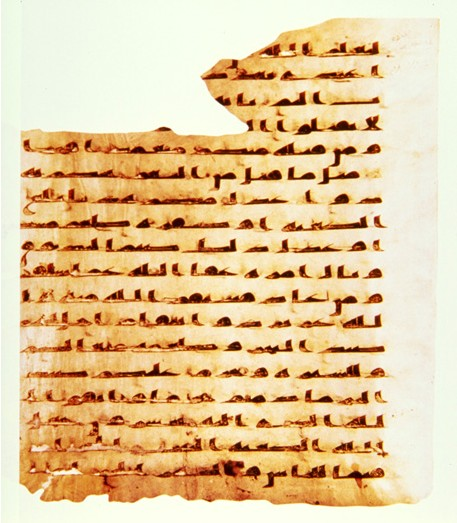
Manuscrit coranique sur parchemin, calligraphie kufi